# ASL Airlines Belgium
ASL Airlines Belgium (также известна под именем TNT Airways) — бельгийская грузовая авиакомпания, базирующаяся в  аэропорту Льеж.

## История
В мае 2016 года TNT Airways перешла в собственность группы ASL Aviation. Это было одним из условий сделки по приобретению нидерландской TNT Express американской компанией FedEx. В том же году авиакомпания сменила своё название на ASL Airlines Belgium.
В октябре 2019 года компания Jettainer стала партнёром ASL Airlines Belgium, занимающимся обработкой ULD.
В 2019 году ASL Airlines Belgium продала Cargolux три самолёта Boeing 747-400F
14 марта 2020 года авиакомпания доставила груз из 500 000 хирургических масок в Рим для борьбы с распространением вируса COVID-19.

## Флот
Флот TNT Airways в 2016 году состоял из:
- 14 Boeing 737-400
- 4 Boeing 747-400
- 3 Boeing 777-200
- 3 Boeing 737-300
- 2 Boeing 757-200

## Инциденты
23 августа 2019 года самолёт Boeing 747, выполняющий рейс 3V-820, прервал взлёт в аэропорту Наньчан-Чанбэй. В результате торможения у самолёта спустило несколько шин на шасси, и единственная взлётно-посадочная полоса аэропорта была закрыта, никто не пострадал. 